# Калиновское сельское поселение (Свердловская область)
Калиновское се́льское поселе́ние — муниципальное образование в Камышловском муниципальном районе Свердловской области.
Административный центр — село Калиновское.
На территории поселения расположен закрытый военный городок — п/о Порошино (Центральный военный округ).

## История
Калиновское сельское поселение образовано в соответствии с Областным законом Свердловской области от 25.10.2004 года №145-ОЗ «Об установлении границ вновь образованных муниципальных образований, входящих в состав муниципального образования Камышловский район и наделении их статусом сельского поселения» с 1 января 2006 года.

## Население
| 2010    | 2011    | 2012    | 2013    | 2014    | 2015    | 2016    |
| ------- | ------- | ------- | ------- | ------- | ------- | ------- |
| 10 453  | ↗10 472 | ↗11 116 | ↗11 369 | ↗11 511 | ↗11 879 | ↗12 007 |
| 2017    | 2018    | 2019    | 2020    | 2021    | 2023    |         |
| ↗12 406 | ↗12 603 | ↗12 738 | ↘12 431 | ↘7418   | ↘7391   |         |

## Состав сельского поселения
| № | Населённый пункт | Тип населённого пункта       | Население |
| - | ---------------- | ---------------------------- | --------- |
| 1 | Еланский         | посёлок                      | ↘6851     |
| 2 | Калиновское      | село, административный центр | ↗502      |
| 3 | Пышминская       | посёлок                      | ↘28       |
| 4 | Ялунина          | деревня                      | ↗37       |

а также территория п/о Порошино